# 케이트래블 버스
케이트래블 버스(K travel bus)는 2016년 3월부터 운행을 시작한 외국인 관광객대상 대한민국 여행 프로그램이다. 서울 광화문에서 출발하는 버스를 이용하여 전라도, 경상도, 강원도 등 대한민국 곳곳의 다양한 지방 관광 기회를 외국인 관광객들에게 제공해주는 프로그램이다.

## 역사
문화체육관광부는 2016년 3월 25일, 서울 광화문을, 발지로 하는 서울-지방 간 외국인 전용 버스 자유여행 상품인 케이트래블 버스를 운행하기 시작하였다.
케이트레블버스 출범 행사에서 한국방문위원회 박삼구 위원장은 "K트래블버스는 서울로 집중되고 있는 한국 방문 외국인들의 지방 이동 편의를 제공하고 이를 토대로 서울뿐만 아니라, 대한민국 방방곡곡의 아름다운 관광지와 다양한 한국 문화 체험제공을 외국인 관광객들에게 제공하여 이들의 여행만족도를 높이고자 마련했다."라며 "케이트레블 버스를 통해 지방 관광과 지역경제 활성화 뿐만 외국인 관광객들이 한국을 다시 찾게 하는 원동력이 될 것으로 기대한다"고 말하였다.
홍보대사 연예인 정일우는 "한국에 관심이 높은 전 세계 친구들에게 우리나라 지방 곳곳의 특색과 매력을 소개할 수 있어 기쁘다."며 "K트래블버스 홍보대사로서 외국인 관광객들에게 아직 알려지지 않은 보석 같은 다양한 매력의 한국 관광명소를 보여주기 위해 최선을 다하겠다"라며 케이트레블 버스 홍보에 대한 각오를 다졌다.

## 특징
케이트래블 버스(K-TRAVEL BUS)는 2016~2018 '한국 방문의 해’를 맞아 외국인관광객 들을 대상으로한 버스자유여행상품으로, 서울을 출발지로 하여 대한민국의 각 명소를 1박2일로 돌아오는 여행상품이다. 여행요금에는 교통비와 숙박비 그리고 한국인 관광통역사 비용까지 포함되어있다. 지방여행지로는 대구, 강원도, 전라남도, 경상북도, 동남권, 올해의 관광도시(통영)를 여행할 수 있는 6개 노선이 마련되어 있으며, 특히 전라남도와 경상북도, 올해의 관광도시의 경우 시즌 별로 2가지 코스로 운영되어 그 지역의 멋진 경관과 시기에 맞는 체험을 즐길 수 있도록 계획되었다.
정부는 '지방관광 활성화'와 '외국 관광객들의 재방문율 제고' 두 가지 목표를 이루기 위해 계획된 K트래블버스를 통해 그동안 서울, 제주도만을 방문하던 외국인 관광객들이 앞으로는 지방으로 쉽게 이동할 수 있도록 편의를 제공하는 것은 물론 지역의 우수한 관광코스와 체험 콘텐츠를 외국인 관광객들에게 제공한다는 구상이다. 케이 트래블버스를 통해 지방은 지방 관광과 지역 경제 활성화를 이루고, 외국인들이 서울뿐만 아니라 우리나라 다른 지역의 관광 프로그램을 이용할 수 있다.

## 지역별 패키지투어[6]
(1) 대구: 명품 관광, 맛집 탐방, 힐링 체험이 가능한 다이나믹 대구 여행
/코스: 대구시:서울 -> 대구(HL) -> 서울
< 투어 일정 >
제1일 서울 7:40 집합
8:00 동화면세점 출발
대구 12:00 중식 서문시장
13:00 대구근대골목 (청라언덕, 삼일운동만세길, 이상화 고택)
14:10 약령시한의약박물관 (족욕체험)
15:20 김광석길 또는 동성로길
17:00 앞산전망대 (케이블카)
18:30 석식후 호텔
제2일 대구 7:00 조식
8:00 집합 후 출발
9:00 팔공산 갓바위 트레킹
10:50 구암 팜스테이 [과일따기 + 트렉터 체험]
12:00 중식
13:20 DTC섬유박물관
서울 18:00 동화면세점 도착 후 해산
가격:169USD
관광명소
서문시장: 서문시장은 조선 3대 시장의 하나이자 한강 이남에서 가장 큰 재래시장으로 대구 장이라 불렸다. 없는 것이 없을 정도라는 말이 있는 등 시장의 규모가 매우 크다. 현재와 과거가 공존하며 소박한 경상도의 인간미를 경험해 볼 수 있다.
동성로: 대구에서 가장 번화한 곳으로, 대구 하면 가장 먼저 떠올리게 되는 활기 넘치고 번화한 젊음의 거리이다. 대형 백화점과 쇼핑몰, 영화관, 공연장 등 다양한 문화공간과 특색 있는 맛집들이 밀집해있다.
김광석 길: ‘한국관광 100선 선정’된 길이다. 대한민국에서 가장 사랑받는 가수 김광석의 삶과 음악을 테마로 조성된 벽화거리로, 김광석의 초상화와 조형물 등 70여 점의 작품이 구성되어 있다.
(2) 강원도: 천혜의 자연을 자랑하는 2018 평창동계올림픽 개최지 강원도 여행
/코스: 강원도:서울 -> 평창 -> 강릉(HL) -> 서울
< 투어 일정 >
제1일 서울 8:10 집합
8:30 동화면세점 출발
강원도 11:20 중식
12:50 평창 월정사
14:30 알펜시아 리조트 (스키점프대 체험)
16:10 중앙시장 후 안목카페거리
18:30 석식
19:50 호텔 도착
제2일 강원도 8:00 조식
9:00 집합 후 출발
9:20 오죽헌
10:30 올림픽체험센터 (4D체험)
12:10 중식
13:30 정동진
서울 18:30 동화면세점 도착 후 해산
가격:160USD
(3) 경상북도: 역사의 향기와 전통의 숨결이 살아있는 경상북도 여행
경상북도:서울 -> 영주(HL) -> 예천 -> 문경 -> 서울

투어일정
제1일 서울 8:10 집합
8:30 동화면세점 출발
영주 11:30 중식
12:40 소수서원, 선비촌
15:20 부석사
16:50 띄움 체험막걸리
18:20 저녁식사 후 호텔
제2일 영주 7:00 조식
8:00 집합 후 출발
8:20 무섬 외나무다리
예천 10:00 양궁체험
11:20 회룡포(뽕뽕다리)
문경 12:40 중식
13:50 레일바이크(선택관광:짚라인)
서울 18:00 동화면세점 도착 후 해산
가격:170USD
(4) 전라남도: 맛과 멋, 문화가 살아있는 남도 여행
전라남도:서울 -> 담양 -> 여수(HL) -> 순천 -> 서울
투어 일정
제1일 서울 7:40 집합
8:00 동화면세점 출발
담양 11:40 중식
12:30 죽녹원
13:40 메타세쿼이아길
15:00 섬진강 기차마을 (증기기관차 체험)
여수 18:30 저녁식사 후 호텔
제2일 여수 7:00 조식
8:00 집합 후 출발
9:00 여수투어 (해양 케이블카 -> 오동도->엑스포 공원)
12:20 중식
순천 13:20 순천만생태공원
서울 19:20 동화면세점 도착 후 해산
가격:175USD
(5)동남권:부산, 울산, 경남의 대표 관광지를 돌아볼 수 있는 동남권 여행
동남권:서울 -> 산청 -> 김해 -> 부산(HL) -> 울산 -> 서울
투어 일정
제1일 서울 7:10 집합
7:30 동화면세점 출발
산청 11:30 중식
12:30 산청한방테마파크
김해 16:00 김해가야테마파크
부산 17:40 국제시장 또는 자갈치시장, 석식
19:40 호텔 체크인후 호텔 앞 해운대 자유 관광
제2일 부산 7:30 조식
9:00 집합 후 출발
울산 9:40 외고산 옹기마을 (옹기아카데미 제작체험 )
11:30 태화강 대공원 (2인용 자전거체험)
12:40 중식
13:40 복순도가(손으로 빚은 막걸리 무료시음)
서울 19:00 동화면세점 도착 후 해산
가격: 165USD
6.올해의 관광도시(통영) :올해의 관광도시 ‘동양의 나폴리’라 불리는 아름다운 항구도시 통영 여행
올해의 관광도시(통영):서울 -> 통영(HL) -> 서울

투어 일정
제1일 서울 7:40 집합
8:00 동화면세점 출발
통영 13:00 중식
14:20 케이블카
15:40 삼도수군 통제영
16:30 거북선 관람
17:10 동피랑마을
18:10 중앙시장 후 석식
19:30 호텔
제2일 통영 7:00 조식
8:00 집합 후 출발
9:00 섬관광 (장사도:드라마 "별그대" 촬영지)
13:10 중식
서울 19:00 동화면세점 도착 후 해산
가격: 160USD
포함내역: 버스, 가이드, 숙박(2인 1실 기준), 호텔 조식, 관광지입장료, 체험료
불포함내역: 중식, 석식, 여행자보험
숙박료는 2인1실 기준으로, 객실 1인 사용시 추가요금 발생(60USD)
호텔 사정으로 인하여 동급호텔로 변경 가능
개별 여행자보험 가입 요망, 해당 상품의 경우 차량탑승과 관련된 사고의 경우에만 보험 적용
최소 출발 인원: 성인 4명, 7일 전 미달 시 투어 취소 및 결제 완료 고객대상 전액 환불

## 가격[7]
대구시: 169USD
강원도: 160USD
전라남도: 175USD
경상북도: 170USD
동남권: 165USD
올해의 관광도시(통영): 160USD

## 예약[8]
케이트래블 버스는 케이트래블 버스 홈페이지에서 할 수 있다.
예약방법
Step1. 코스선택
Step2. 원하는 날짜선택
Step3. 신청정보 입력
Step4. 결제방식선택& 결제
Step5. 예약확인,이메일 체크
달력에 표시된 숫자는 해당 출발 일에 예약된 좌석 수를 말한다. 탑승권은 이메일을 통해 개별적으로 발송된다. 최소 탑승 3일전까지의 예약한 분에 한해 티켓이 발송된다. 본인 확인은 여권을 통해 진행된다. 계약금 규정계약일 기준 3일 이내에 납입하여야 한다. K-Travel Bus 취소 수수료 규정여행 취소시 아래의 비율로 취소 수수료가 부과된다.
➀ 여행개시 7일전(~7)까지 통보시: 총상품가격의 100% 배상 (전액 환불)
➁ 여행개시 1일전(6~1)까지 통보시: 총상품가격의 50% 배상
➂ 여행당일 통보시: 총상품가격의 배상이 없음 여행출발일 이전 상해, 질병, 입원, 사망으로 여행을 취소하는 경우 [진단서] 증빙 근거하여 환불이 가능하며 출발일 기준 7일이내 증빙서류를 제출 하여야 한다. 최저출발인원 미 충족 시 계약해제➀ 당사가 여행참가자 수 미달로 인하여 여행계약을 해제하는 경우 여행개시 7일전까지 여행자에게 통지하여야 한다.
➁ 당사가 여행참가자 수 미달로 전항의 기일내 통지를 하지 아니하고 계약을 해제하는 경우 이미 지급받은 계약급 환급외에 다음 각 항목의 1의 금액을 여행자에게 배상한다..
```
가. 여행개시 7일전(~7)까지 통지시: 계약금 환급
나. 여행개시 1일전(6~1)까지 통지시: 여행요금의 30% 배상
다. 여행개시 당일 통지시: 여행요금의 50% 배상
```